# 1845 Helewalda
Az 1845 Helewalda (ideiglenes jelöléssel 1972 UC) a Naprendszer kisbolygóövében található aszteroida. Paul Wild fedezte fel 1972. október 30-án.